# Saint-Hilaire-Foissac
 Saint-Hilaire-Foissac  là một xã thuộc tỉnh Corrèze trong vùng Nouvelle-Aquitaine miền trung Pháp.